# 阿蓬特诺瓦
阿蓬特诺瓦，是西班牙加利西亚自治区卢戈省的一个市镇。 总面积136平方公里，总人口3238人（2001年），人口密度24人/平方公里。